# کاکی‌بویز
کاکی‌بویز (به انگلیسی: CockyBoys) استودیو تولیدکننده فیلم‌های هرزه‌نگاری اینترنتی همجنسگرایی مردانه‌ است که در سال ۲۰۰۷ در نیویورک توسط جیک جکسون، آرجی سبستین و بنی مورکاک تشکیل شد. این استودیو برنده جوایز متعدد در جشنواره ایکس‌بیز در زمینه فیلم‌های پورنوگرافی شده‌است.

## بازیگران برجسته
- کولبی کلر
- مکس رایدر
- جس سانتانا